# Acido carbonico
L'acido carbonico è un composto chimico di formula H2CO3 che in condizioni standard si presenta in fase solida.

## Storia
Il diossido di carbonio ha avuto diversi nomi nel corso della storia. Nel 1781, Lavoisier e i suoi colleghi lo definirono "acido carbonico", legando il nome alla combustione del carbone. Inizialmente, gli acidi venivano riconosciuti per il loro sapore distintivo e la capacità di virare la cartina al tornasole. Col tempo, il concetto di acido si evolse grazie agli studi di Davy e Berzelius, che ne evidenziarono il ruolo centrale dell'idrogeno.
Già all'inizio del XIX secolo, il termine "diossido di carbonio" era diffuso, e si capì che definire CO₂ "acido carbonico" era errato. Tuttavia, l'esistenza dell'H₂CO₃ fu postulata, poiché si conoscevano i carbonati e i bicarbonati, ma non il loro acido corrispondente. Laurent affermò che H₂CO₃ si decomponesse immediatamente in H₂O e CO₂, senza poter essere isolato.
Nonostante ciò, il termine "acido carbonico" continuò a essere usato per riferirsi alla CO₂, anche da scienziati illustri come Tyndall e Arrhenius. Solo alla fine del XIX secolo il nome fu definitivamente sostituito con "anidride carbonica".
Nel XX secolo, furono condotti studi approfonditi sull'equilibrio e la cinetica del sistema CO₂/H₂O, ma la sintesi di H₂CO₃ rimase una sfida. Solo negli anni '60 furono riportati primi tentativi di sintesi, ma con risultati incerti. Nel 1987 si riuscì a identificarlo tramite spettrometria di massa, e negli anni '90 furono sviluppate tecniche criogeniche per ottenerlo in forma solida.
Nonostante queste scoperte, il ruolo esatto dell'H₂CO₃ in soluzione acquosa è ancora dibattuto. Il modello tradizionale ipotizza che si formi e si dissoci successivamente, ma studi più recenti suggeriscono che la reazione potrebbe avvenire direttamente, senza un intermediario definito.
In passato il composto veniva chiamato spirito silvestre, aria fissa o aria metifica.

## Caratteristiche strutturali e fisiche
Il composto è:
- un acido organico
- un ossiacido del carbonio,
- un acido dioico
- l'acido coniugato dell'idrogenocarbonato

La caratterizzazione del composto è stata principalmente effettuata con metodi spettroscopici, in particolare utilizzando la spettroscopia infrarossa. Ne sono stati ipotizzati due polimorfi denominati α e β, basandosi su tecniche a matrice IR, ma solo recentemente è stato chiarito che "α-H₂CO₃" è in realtà un monometil estere dell'H₂CO₃, mentre β-H₂CO₃ è l'unica forma conosciuta dell'acido carbonico.
Nonostante la sua importanza fondamentale in biochimica e geochimica, la struttura cristallina dell'acido carbonico rimane sconosciuta, a causa delle difficoltà sperimentali. Sono stati fatti tentativi teorici basati sulla teoria del funzionale della densità (DFT), prevedendo una simmetria ortorombica Pnma a circa 1 GPa di pressione, sebbene studi successivi abbiano proposto una cella unitaria con simmetria triclina per le fasi ad alta pressione di acqua e CO₂.
| N. di atomi pesanti                  |                |
| N. di donatori di legami a idrogeno  | 2              |
| N. di accettori di legami a idrogeno | 3              |
| Massa monoisotopica                  | 62,000393922 u |
| Superficie polare                    | 57,5 Å²        |

## Abbondanza e disponibilità
Il composto non esiste allo stato libero, bensì solo come sale (carbonati), sali acidi (bicarbonati), ammine (acido carbammico) e cloruri acidi (fosgene).
L'elevata concentrazione di CO₂ nel suolo stimola l'alterazione dell'acido carbonico sulle superfici minerali, favorendo così un significativo scambio di cationi e la dissoluzione dei minerali. L'alterazione dell'acido carbonico coinvolge tutte e tre le fasi del sistema del suolo: il CO₂ nella fase gassosa, l'acido carbonico e gli ioni associati nella fase liquida, e nella fase solida, i protoni e i carbonati interagiscono con lo scambio di cationi, le superfici minerali e le strutture minerali.
Gli animali producono acido carbonico consumando ossigeno (respirazione), mentre le piante producono ossigeno consumando acido carbonico (fotosintesi). L'acido carbonico si forma inoltre durante la fermentazione di vino e birra, ovvero dalla decomposizione della materia organica. L'acido carbonico è responsabile dell'acidità delle uova.

## Sintesi
L'acido carbonico si ottiene dalle seguenti reazioni:
- {\displaystyle {\ce {Na2CO3 + 2 HCl -> H2CO3 + 2 NaCl}}}     ΔHf° = − 649 ± 42 kJ/mol[19]
- acido solforico diluito con acqua su polvere di marmo[9]

## Reattività e caratteristiche chimiche
Il composto si comporta come acido debole di Brønsted ed è un agente acidificante efficace anche a pH relativamente bassi. Si forma nell'acqua a partire dall'anidride carbonica per idratazione del gas, ma la velocità di questa reazione è bassa, mentre la costante di velocità della reazione di decomposizione dell'acido carbonico, in soluzioni acquose, in CO₂ e H₂O, risulta essere del primo ordine e corrisponde a una durata di circa 60 ms a temperatura ambiente.
{\displaystyle {\ce {H2O + CO2 <=> H2CO3 <=> H^+ + HCO3-}}}
La straordinaria stabilità cinetica dell'acido carbonico, privo di qualsiasi molecola coordinante, è stata dimostrata sia sperimentalmente che attraverso la chimica quantistica, incluso il ruolo cruciale delle molecole d'acqua in eccesso nel catalizzare la decomposizione dell'H₂CO₃, un processo essenzialmente autocatalitico.
L'acido carbonico reagisce con il calcare a formare il bicarbonato di calcio:
{\displaystyle {\ce {CaCO3 + H2CO3 -> CaH2(CO3)2}}}
L'aggressione dell'acido carbonico e la successiva dissoluzione del bicarbonato è inversamente proporzionale dalla temperatura e direttamente proporzionale alla concentrazione di anidride carbonica nell'aria.

### Spettro analitico
- 13C NMR[25]

### Derivati
- Fosgene
- Urea
- Dimetilcarbonato
- Dietilcarbonato
- Acido tritiocarbonico
- Acido triselenocarbonico

## Biochimica
A livello cellulare è possibile trovarlo nel citoplasma, nei mitocondri e nella matrice extracellulare. È il tampone più importante nel plasma sanguigno (pH 7,4), così come nei mari e negli oceani (pH ≈ 8).
Essendo l'anidride carbonica il principale prodotto di scarto della decarbossilazione di amminoacidi e chetoacidi e, in quantità maggiori, del ciclo di Krebs come prodotto ultimo dell'ossidazione del carbonio degli zuccheri, dei grassi e delle proteine a fine energetico, questa viene trasformata in anioni idrogenocarbonato e in minima misura carbonato che viene trasportato dai globuli rossi nei polmoni per essere eliminato attraverso la respirazione.
La reazione avviene troppo lentamente per essere utile: viene quindi catalizzata dall'anidrasi carbonica, enzima presente nei globuli rossi che a loro volta immagazzinano all'interno l'acido per rilasciarlo dove la pCO2 si abbassa. Questo processo prende parte agli scambi gassosi cellulari durante la respirazione e alla regolazione del pH del sangue. In condizioni fisiologiche il rapporto bicarbonato/acido carbonico è di 20:1. Nel sangue, l'aumento di acido carbonico porta ad un aumento dell'anidride carbonica.
Il tampone bicarbonato/acido carbonico è attivo sia a livello polmonare sia renale. Inoltre, la stessa situazione si verifica nei vasi che circondano la vescica natatoria dei pesci e comporta lo svuotamento e il riempimento della cavità, con conseguente aumento o diminuzione della densità totale e quindi della galleggiabilità.

## Applicazioni
Viene utilizzato:
- nella preparazione di bevande gasate,[34]
- nella precipitazione dei sali d'ammonio
- nelle soluzioni per la pulizia delle lenti a contatto
- come tampone in diversi processi di produzione industriale[35]